# Розділ Косова

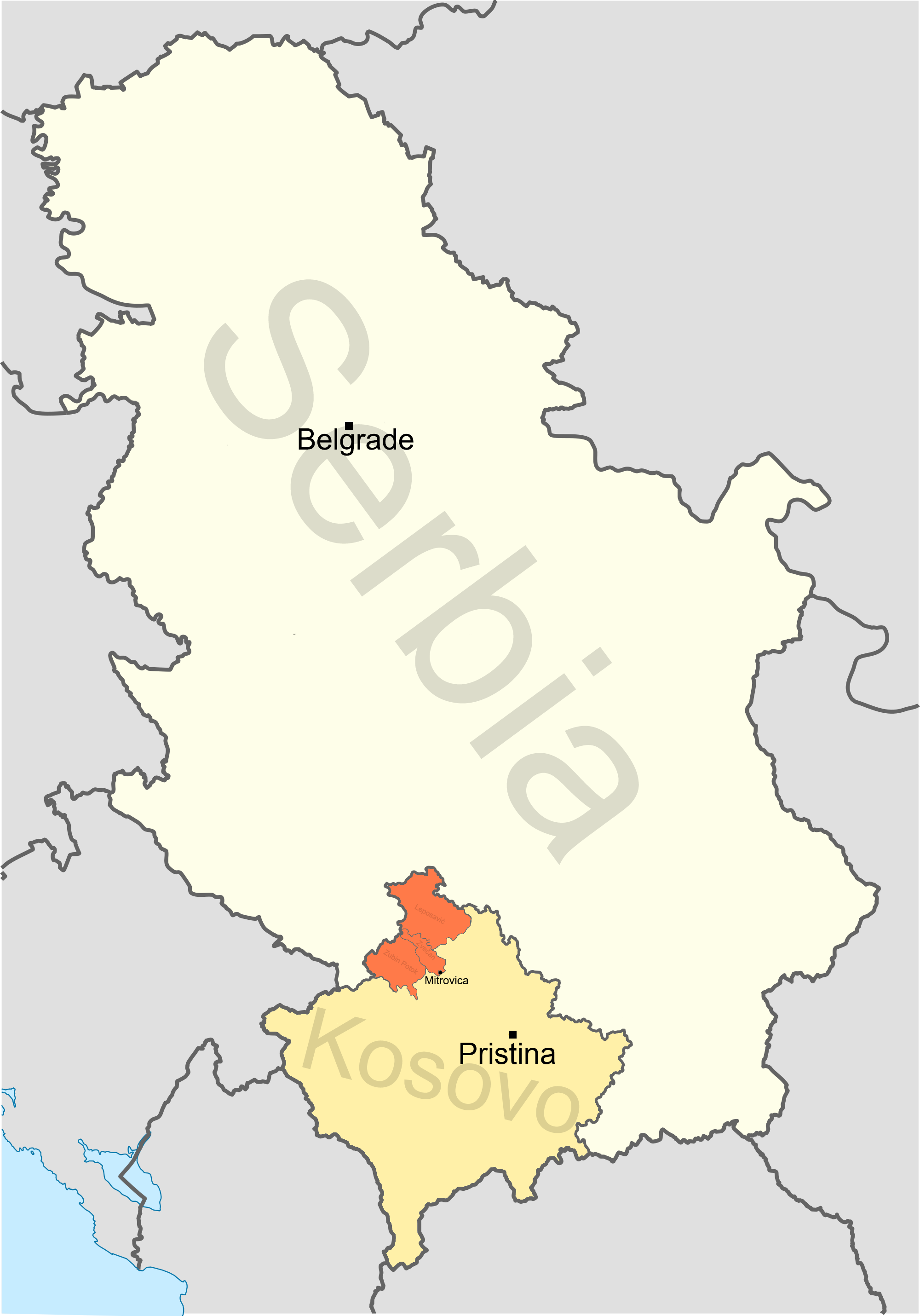
Карта Північного Косова, помаранчевий, що показує розділене місто Косовська Митровиця

Розділ Косова і Метохії було запропоновано в якості рішення косовського питання між Республікою Сербія та Косовом. Можливий розділ Косова відбудеться за етнічною ознакою, наприклад, відокремлюючи сербське населення Північного Косова, і, можливо, деякі анклави на півдні, від іншої частини албанського Косова. Розділення пропонувалося кілька разів, ще до проголошення незалежності Косова 2008 року, хоча останнє питання було порушено після кризи в Північному Косові 2011–2013 років .

## Історія

### 1990-ті: пропозиції від останніх днів соціалістичної Югославії до періоду косовської війни
Сербський політик Добріца Чосіч спочатку запропонував "розмежування з хорватами та албанцями" в 1990 році, заявивши, що "Косово не може бути збережене. Це реально розмежувати, зберігаючи вугільні [шахти] та святині", за словами Бори Йовича.  Бранислав Крстіч запропонував поділ у 1992 році, працював над подальшими варіантами в 1993 році і, нарешті, подав проєкт уряду в 1994 році. Його пропозиція 1992 року включала надання автономії на основі плану Ванса-Оуена, тоді як сербські та чорногорські райони бути інтегрованою в державу. У 1996 році Олександр Деспіч висловив свої думки щодо того, що Косово слід розділити.
Під час війни в Косові в 1998 році Душан Батакович був організатором пропозиції про "кантонізацію". У 1999 році ця пропозиція була подана до уряду Франції. Це не було прийнято міжнародним співтовариством. Того року Бернард Кушнер запропонував створити сербські зони безпеки.
30 квітня 1999 року Маргарет Тетчер, колишній прем'єр-міністр Великої Британії (1979–90), виступила з промовою, в якій вона рішуче виступила проти розділу.

### Пропозиції після наслідків косовської війни
Віце-президент уряду Сербії Небойша Чович запропонував 18 травня 2001 року створити в Косові та Метохії два утворення - сербський та албанський. Сербське утворення було б під захистом югославської армії та поліції, тоді як албанське утворення мало б найвищий ступінь автономії та залишалося б під захистом міжнародних держав.
У 2002 році сербський прем'єр-міністр Зоран Джинджич заявив, що "Сербія не має ні механізму, ні ресурсів для реінтеграції Косова у свою правову систему або для створення форми, в якій воно буде знаходитися під своїм суверенітетом. Отже, поділ провінції є не що інше, як спроба врятувати те, що ще можна врятувати".
Політика розділення Косова та об'єднання Республіки Сербської із Сербією розглядалася як пропозиція "довгострокової безпеки та стабільності для регіону", за словами Олександра Йокіча (2003).
У 2004 році Анатоль Лівен з Фонду Карнегі за міжнародний мир заявив, що "Поділ Косова є найбільш реалістичним рішенням, але наполягання албанців на незалежності призведе до нового конфлікту".  Чедомир Антич із G17 Plus заявив, що "Розділ Космету не є ідеальним рішенням, але це максимум, який можна отримати в цей час".  Альбанолог Міранда Вікерс сказала, що поділ Косова буде найкращим рішенням. 
У 2005 році частиною переговорів Сербія-Косово було заклик сербської сторони створити сербські муніципалітети та конституційно-правовий захист сербів.  Спеціальний представник ООН (UNOSEK) Єссен-Петерсен та спікер Косова Дачі знову підтвердили рішення про відсутність розділу.  Німецький представник контактних груп Михаел Шеффер також наголосив, що поділу не повинно бути.  ЦРУ заступник начальника Цільовий групи по Балканам Стівен Майєр заявив, що «Уряд Сербії не слід забувати про поділ Косова, яка не підтримає ніхто в міжнародному співтоваристві, ні відхилити як рішення. Зміна кордонів ніколи не було Святе Письмо ЄС та ООН ".  Чарльз А. Купчан, Рада з міжнародних відносин, заявив, що "надаючи Північне Косово, Приштина буде звільнена від марних спроб встановити владу над провінцією, що має намір підтримувати зв'язки з Белградом".  Сербський інтелектуал Дезимір Тошич заявив, що підтримує варіант поділу, "але зараз шансів дуже мало, оскільки Сербія ніколи не повернеться до Сербії в державі 1912, 1918 або 1945 рр.". 
У 2006 році Санда Рашкович-Івич, президент Координаційного центру з питань Косова та Метохії, сказала, що "якщо обидві сторони, як серби, так і албанці, зіткнуться з тим, що для обох людей спільне життя неможливе, і якщо міжнародна спільнота стикається з той самий факт, тоді своєрідний поділ Косова представляв би рішення для обох сторін".  Слободан Самарджич, радник сербського прем'єр-міністра, сказав, що довгостроковим рішенням буде розділ, "враховуючи той факт, що албанці досі явно не хочуть жити з сербами".      
У 2007 році політичний аналітик Андрій Піонтковський заявив, що "Сербія повинна виступити за поділ Косова з аргументом, що немає міжнародних сил, які можуть забезпечити безпеку косовських сербів у незалежному Косові".  Професор права Тімоті Вільям Уотерс сказав, що "поділ можливий, і можливо, це правильно зробити".  Ерхард Бусек сказав, що "поділ Косова є, мабуть, найменш поганим рішенням".  Івор Робертс, колишній посол Великої Британії в Югославії, підтримує поділ Косова, заявляючи, що "Поділ Косова не сподобається жодній із сторін, але рівність болю, швидше за все, призведе до стабільності, ніж нинішні західні плани, які, безсумнівно, дестабілізують Сербію". а через Сербію весь регіон ". 

### Пропозиції після проголошення незалежності Косова
17 лютого 2008 року Асамблея Косова, бойкотована представниками сербської влади, проголосила незалежність . 
У 2010 році американські дипломати попередили, що європейські «коливання та слабкість» можуть закріпити сербський контроль над північною частиною території. "Якщо не діяти найближчим часом, це означає втрату Північного Косова і це відкриє ящик етнічних конфліктів Пандори, який визначав 90-ті роки", - писав тоді посол США Крістофер Делл у цьому році. "Настав час закінчити роки дрейфу на півночі і змінити динаміку посилення перегородки між північчю та рештою Косова. ... Поточна ситуація неможлива і погіршується. Мета - зупинити гниття ". 
Колишній посланник ЄС у Косові Вольфганг Ішингер у серпні 2011 року заявив щодо поділу Косова, що, на його думку, "такі ідеї абсолютно неприйнятні". Він додав, що без вирішення конфлікту членство Сербії в Європейському Союзі "не відбудеться, воно не повинно відбутися". 
У вересні 2011 року Джеймс Кер-Ліндсей, старший науковий співробітник Лондонської школи економіки та політичних наук, заявив, що поділ Косова є логічним рішенням. В інтерв'ю " Політиці " він заявив, що в найближчі кілька місяців у Белграда може бути шанс боротися за поділ Косова та встановлення великої автономії для сербів у Північному Косові . 
У травні 2011 року міністр внутрішніх справ Сербії Івіца Дачич запропонував поділ Косова як вирішення косовської суперечки. Він заявив: "Це моя думка, хоча це не подобається ні Белграду, ні Приштині. Однак я реалістичний політик і не бачу іншого рішення.... Я думаю, що єдиним реалістичним рішенням є те, що місця проживання сербів залишаються в Сербії, а інша частина, де проживають албанці, відокремлюється. Це єдиний реалістичний спосіб, який може привести нас до швидкого рішення.... Інші рішення - це марна трата часу, і роки та десятиліття підуть на спробу вирішення цих дрібних питань".  Колишній президент Югославії Добріца Чосіч заявив: "Я даремно вже 40 років розмовляю і пишу про Косово і Метохію, пропонуючи демократичний, справедливий, компромісний і постійний поділ. Це єдиний спосіб подолати багатовіковий антагонізм між албанцями та сербами... [і] зупинити велику албанську експансію та створити умови для нормального життя обох народів". 
У жовтні 2011 року колишній австрійський віце-канцлер Ерхард Бусек запропонував розділити та заявив: "Я згоден, що діалог - це єдиний шлях, в рамках якого також слід обговорити питання, які на даний момент здаються неможливими, наприклад, поділ Косова. . . Я не розумію, чому міжнародне співтовариство не погодиться щодо поділу, якби Белград та Приштина досягли згоди з цього питання. Усі деталі такої розв'язання патової ситуації в Косові можуть бути узгоджені в якомусь "косовському Дейтоні" з гарантією угоди з міжнародним співтовариством".  Президент Македонії Георге Іванов підтримав продовження переговорів з Белградом і Приштиною і заявив, що Македонія проти розділу Косова, оскільки це може дестабілізувати регіон. 
Прем'єр-міністр Албанії Салі Беріша заявив у листопаді 2011 року: "Поділ Косова - абсурдна ідея, і дотримання кордонів Косова є найважливішим інтересом для всіх країн регіону". 
У січні 2012 року президент Чорногорії Міло Джуканович заявив, що не підтримує ідею поділу Косова, оскільки це може "відкрити двері для подібних рішень в інших країнах регіону". 
14–15 лютого 2012 року в регіонах північного Косова, де переважають серби, відбувся референдум щодо прийняття інституцій Республіки Косово. У результаті 99,74 % виборців відкинули установи Республіки Косово.
Спільноту сербських муніципалітетів планується створити відповідно до Брюссельської угоди (2013 р.), але з тих пір вона була призупинена через спротив албанської сторони.
У жовтні 2014 року міністр внутрішніх справ Івіца Дачич заявив, що поділ буде одним із кращих рішень і в інтересах як сербів, так і албанців.
Стівен Мейер, колишній директор ЦРУ та експерт з питань Балкан, вважає, що Косово слід розділяти за етнічною ознакою.

### Заключний етап діалогу Сербія - Косово
Різні чиновники із Сербії заявляли, що якщо Сербія отримає Північ - це буде найкращим рішенням. Президент Сербії Олександр Вучич 9 серпня заявив, що він за поділ Косова.. Те саме можна було почути від міністра закордонних справ Івіци Дачича та міністра оборони Олександра Вуліна. Деякі албанські політики заявляли, що обмін територіями може бути вирішенням суперечки Сербія-Косово (із Сербією, яка анексує Північне Косово, а Республіка Косово анексує Долину Прешево).     

### Переговори 2018 року
У вересні 2018 року тема перегляду кордонів обговорюється на найвищому рівні на переговорах ЄС з Сербією і Косовом. Ідею до цього підтримав президент Косова Хашим Тачі, пославшись на те, що серби врешті-решт зажадають автономію, аналогічну сербської автономії у Боснії та Герцеговині. Повідомляється, що план обмін територіями підтримала верховний представник ЄС із закордонних справ і політики безпеки Федеріка Могеріні. Обмін також не виключив єврокомісар з європейської політики сусідства та питань розширення Йоханнес Хан. До цього, в серпні 2018 року радник з нацбезпеки президента США Джон Болтон заявив, що Вашингтон готовий до обміну територіями між Сербією і Косовом. Президент Сербії відмовився обговорювати цю тему безпосередньо з президентом Косова, як вважається, через те, що мова йде не про розподіл Косова, а про взаємні територіальні поступки.

## Проведення лінії

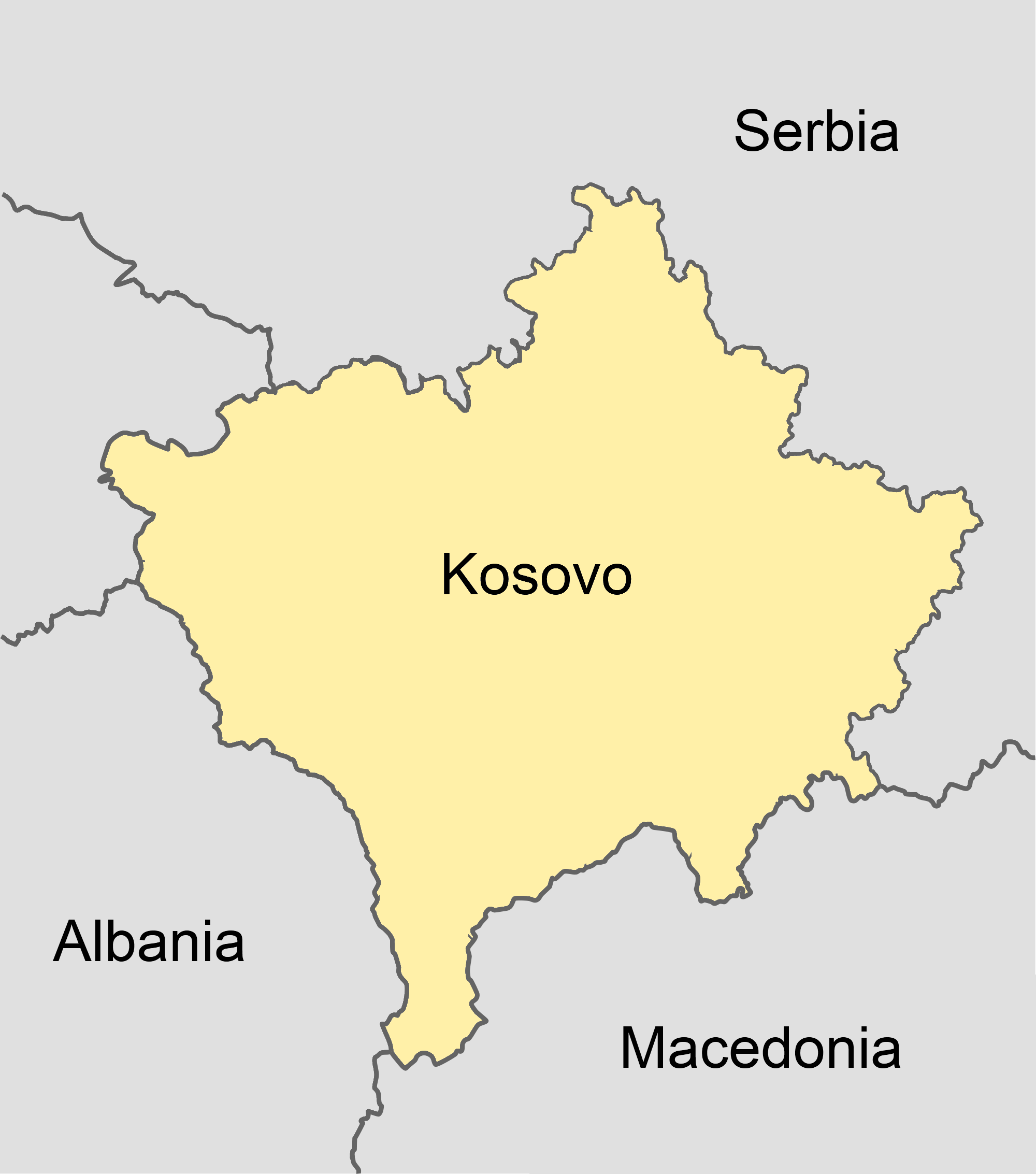
Гіпотетичний розділ, Північне Косово відійшло до Сербії.

Розділ Косова вздовж лінії річки Ібар давно пропонується. Після проголошення незалежності 2008 року уряд Сербії офіційно запропонував поділ в рамках пропозиції до ООН, домагаючись, щоб Північне Косово з більшістю сербів контролювалося прикордонними сербськими митними, судовими та поліцейськими службами, хоча і під адміністрацією МООНК. На північ від річки проживає більшість етнічних сербів, тоді як на південь від річки проживають переважно етнічні албанці  з кількома косовськими сербськими анклавами . 
У 2008 році була створена Асамблея громади муніципалітетів, «суперницький» уряд, що базується в Північному Косові, лояльний до Белграда. На той час решта Косова знаходилась під управлінням МООНК та урядом Республіки Косово.
У 2016 році Мирослав Марянович, провідний агент розвідки у війні в Косово, оприлюднив секретну інформацію про війну в Косові, серед яких були телеграми літнього часу за 1998 рік про Армію визволення Косова та оцінка того, що Франція та Німеччина були ближчі до домовленості про поділу Косова на сербську та албанську частини, причому албанці отримали статус, подібний до статусу Республіки Сербської. Серед документів були також карти із зображенням потенційного розділу.

## Спільнота сербських муніципалітетів
Брюссельською угодою 2013 року між урядами Косова та Сербії було погоджено створити Співтовариство сербських муніципалітетів у Косові. Його асамблея не матиме законодавчих повноважень, а судові органи будуть інтегровані та діятимуть у рамках законодавчої бази Косова. Очікувалося, що асоціація буде сформована у 2015 році, але опозиційні заворушення та петиція, підписана понад 203 000 громадянами, уповільнили її. Конституційний суд Косова вирішив, що створення Асоціації відповідало конституції Косова, але певні аспекти запропонованого ним рішення не відповідали.